# Kristin Hildebrand
Kristin Lynn Hildebrand; z d. Richards (ur. 30 czerwca 1985 w Orem w Stanach Zjednoczonych) – amerykańska siatkarka, reprezentantka kraju, grająca na pozycji przyjmującej. Od sezonu 2015/2016 występowała w polskiej Orlen Lidze, w drużynie Impel Wrocław.

## Życie prywatne
W 2012 r. wyszła za mąż, za amerykańskiego siatkarza Tylera Hildebranda.

## Sukcesy klubowe
Mistrzostwa NCAA:
- 2004
- 2006

Puchar Challenge:
- 2011

Mistrzostwo Włoch:
- 2012

Puchar Turcji:
- 2015

Mistrzostwo Turcji:
- 2015

Mistrzostwo Polski:
- 2016

## Sukcesy reprezentacyjne
Volley Masters Montreux:
- 2010, 2014

Grand Prix:
- 2012

Puchar Panamerykański:
- 2012, 2013, 2015

Mistrzostwa Ameryki Północnej, Środkowej i Karaibów:
- 2013

Puchar Wielkich Mistrzyń:
- 2013

Mistrzostwa Świata:
- 2014

Igrzyska Panamerykańskie:
- 2015

## Nagrody indywidualne
- 2012 – MVP oraz najlepsza punktująca Pucharu Panamerykańskiego